# Victrix suffusa
Victrix suffusa là một loài bướm đêm trong họ Noctuidae.